# Sofiane Agoudjil
Sofiane Agoudjil, né le 25 avril 1993 à Clamart, est un karatéka français.
Aux championnats d'Europe de karaté, il remporte une médaille d'argent en kumite individuel des moins de 60 kg en 2015.
Il obtient une médaille de bronze en kumite individuel des moins de 60 kg aux Championnats du monde de karaté 2016.